# Водяховка
Водяхо́вка (укр. Водяхівка) — село,
Чемужовский сельский совет,
Змиёвский район,
Харьковская область, Украина.
Код КОАТУУ — 6321786503. Население по переписи 2001 года составляет 360 (164/196 м/ж) человек.

## Географическое положение
Село Водяховка находится на правом берегу реки Мжа в месте впадения в неё реки Ольховка (правый приток), выше по течению в 6-и км — село Соколово, ниже по течению примыкает село Пролетарское, на противоположном берегу расположено село Артюховка.
Русло реки извилистое и сильно заболоченное.
Через село проходит автомобильная дорога Т-2112.

## История
- 1680 — дата основания.
- В 1940 году, перед ВОВ, в Водяховке были 79 дворов.

## Экономика
- Молочно-товарная ферма.